# پنلویل (نیویورک)
پنلویل (به انگلیسی: Pennellville) یک منطقهٔ مسکونی در ایالات متحده آمریکا است که در شهرستان آزویگو، نیویورک واقع شده‌است. پنلویل ۱۲۵٫۸۸ متر بالاتر از سطح دریا واقع شده‌است.